# Heidi Fjeld
Pour les articles homonymes, voir Fjeld.
Heidi Elisabeth Fjeld, née en 1970, est une anthropologue et tibétologue norvégienne de l'université d'Oslo connue pour ses recherches sur les catégories sociales au Tibet de nos jours et avant 1959. 

## Biographie
Fjeld a commencé à travailler sur le Tibet en 1991 et a étudié de près la noblesse tibétaine dans le cadre de ses études supérieures en anthropologie sociale.
Heidi Fjeld a étudié le tibétain à l'université du Tibet à Lhassa et à Oxford.
D'octobre 1995 à juin 1996, puis de janvier à avril 1997, Heidi Fjeld réalise deux séries d'enquêtes de terrain à Lhassa, dans la région autonome du Tibet, la première sous l'égide de l’Académie des sciences sociales de la région autonome du Tibet et la seconde sans affiliation institutionnelle. Les données obtenues lui fournissent la matière d'une thèse de maîtrise au département d'anthropologie de l'université d'Oslo en 1999. Se fondant sur son travail de terrain approfondi et un accès à des sources linguistiques originales, elle publie en 2005 un livre intitulé Commoners and Nobles: Hereditary Divisions in Tibet et traitant des divisions héréditaires en nobles et roturiers au Tibet,.
Dans les années 2000, Fjeld mène des recherches sur la polyandrie dans la région rurale de Panam au Tibet central,. En 2007, avec sa thèse The Rise of the Polyandrous House: Marriage, Kinship and Social Mobility in Rural Tsang, Tibet, elle obtient un doctorat au département d'anthropologie sociale de l'université d'Oslo, et devient associate professor à l’Institute of Health and Society de la Faculté de médecine de l'université d'Oslo, position qu'elle occupe jusqu'en 2012.
En 2000, Fjeld est assistante d'un projet de recherche pour Peace Research Institute Oslo et participe à l'ouvrage On the Margins of Tibet: Cultural Survival on the Sino-Tibetan Frontier. 
En 2010, elle obtient, avec Theresia Hofer, un financement de l'Institut Nansen pour mener une recherche sur le thème Women, Gender and Medicine in Tibet. En 2011, les deux chercheuses co-signent l'éditorial d'un numéro de la revue Asian Medicine sur ce thème.
Les recherches actuelles de Heidi Fjeld portent principalement sur la médecine tibétaine et l'anthropologie de la santé.
En 2018, elle reçoit une bourse d'études du Peder Sather Center pour un projet intitulé Transnational Migration and Inequality: Implications for Health and Health Services à l'Université de Californie à Berkeley, dont elle est un des chercheurs invités de Norvège en 2019 pour ce projet qu'elle co-préside avec Seth M. Holmes (en).
Fjeld est membre du conseil du Centre for Development and the Environment (en) de l'université d'Oslo.

## Accueil critique
Auteur d'un compte rendu de trois pages sur Commoners and nobles: hereditary divisions in Tibet paru dans The China Journal, l'historien A. Tom Grunfeld voit dans l'ouvrage une étude courte, dense, mais accessible sur la persistance des clivages de classes à Lhassa à l'époque. Selon lui, les recherches de terrain conduites par l'auteur montrent que ces divisions héréditaires subsistent – sous une forme modifiée – malgré les changements considérables intervenus au Tibet depuis un demi-siècle. Pour Grunfeld, l'étude de Fjeld est fascinante, ouverant une fenêtre sur la vie tibétaine contemporaine et montrant comment la politique chinoise visant à réduire le nationalisme chez les Tibétains avait eu l'effet inverse,,.
Fjeld a examiné les perspectives des politiques de modernisation sociale, économique et technologique. Depuis les réformes, la modernité s'est identifiée à la marchandisation et à l'expansion du consumérisme, qui par hypothèse, devrait affaiblir l'attachement des Tibétains aux pratiques traditionnelles. Fjeld a étudié dans quelle mesure cette transition s’est réellement produite. L'importante dépense publique consacrée au développement urbain années 1990 a eu des effets sur les zones urbaines, mais Fjeld montre que les effets sur les zones rurales sont moins évidents. Heidi Fjeld montre comment, dans les zones rurales du centre du Tibet, la principale conséquence des réformes a été la redistribution de terres précédemment collectivisées à des ménages individuels. Le ménage individuel devient ainsi le lieu des préoccupations sociales et économiques. Parallèlement, les classes sociales traditionnels, disparues durant la collectivisation sont réapparues. Les réformes économiques ont encouragé les arrangements matrimoniaux polyandres plutôt que de les faire disparaître, car, en augmentant la main-d'œuvre masculine disponible pour le ménage, la polyandrie permet aux familles de maximiser les opportunités économiques.

## Publications

### Livres
- (en) 1998 : avec Jan Magnusson, Representing the past. How Tibetans deal with political conflicts in exile, Højbjerg, Afdeling for Etnografi og Socialantropologi, Aarhus Universitet, (ISBN 8798553178 et 9788798553175)

- (en) 2005 : Commoners and nobles: hereditary divisions in Tibet, Scandinavian Institute of Asian Studies, Nordic Institute of Asian Studies (en), Volume 96, NIAS Press,  (ISBN 8791114179 et 9788791114175)

### Direction d'un numéro de revue
- (en) 2011 : Women and Gender in Tibetan Medicine ed. Theresia Hofer, Heidi Fjeld, Asian Medicine, Volume 6, Number 2,  (ISSN 1573-420X), Online  (ISSN 1573-4218)

### Articles scientifiques et d'ouvrages collectifs
- (en) Fjeld, Heidi E & Lindskog, Benedikte V (2017). Connectedness through separation: Human-nonhuman relations in Tibet and Mongolia, In Jon Henrik Ziegler Remme & Kenneth Sillander (ed.),  Human Nature and Social Life: Perspectives on Extended Sociality.  Cambridge University Press.   (ISBN 978-1-107-17920-2).  Kap. 4.  s 68 - 82

- (en) Nianggajia, & Fjeld, Heidi E (2017). In search of trust and efficacy: Tibetan Medicine in Rebgong, Qinghai, China. Medicine Anthropology Theory.  ISSN 2405-691X.  5, s 46- 72 . doi: 10.17157/mat.4.5.504

- (en) Fjeld, Heidi E & Lindskog, Benedikte V (2015). Ontological separation in the state of continuity: Exploring Tibetan and Mongolian domestic space, In  From Bhakti to Bon. Festschrift for Per Kværne..  The Institute for Comparative Research in Human Culture.   (ISBN 978-82-7099-817-3).  Kapittel 14.  s 209 - 224

- (en) Chimphamba, Belinda & Fjeld, Heidi E (2014). In search of a face: Childbearing decisions among couples living with HIV from rural southern Malawi. African Journal of AIDS Research.  ISSN 1608-5906.  13(1), s 21- 29 . doi: 10.2989/16085906.2014.886603

- (en) Gombachika, B. Chimphamba; Chirwa, Ellen; Malata, Address; Sundby, Johanne & Fjeld, Heidi E (2013). Reproductive decisions of couples living with HIV in Malawi: What can we learn for future policy and research studies?. Malawi Medical Journal.  ISSN 1995-7262.  25(3), s 65- 71

- (en) Gombachika, Belinda; Chirwa, Ellen; Sundby, Johanne; Malata, Address; Maluwa, Alfred & Fjeld, Heidi E (2012). Marriage Partner Selection by Heterosexual Couples Living with HIV from Rural Southern Malawi. Journal of AIDS and Clinical Research.  ISSN 2155-6113. . doi: 10.4172/2155-6133

- (en) Gombachika, Belinda; Fjeld, Heidi E; Chirwa, Ellen; Sundby, Johanne; Malata, Address & Maluwa, Alfred (2012). A Social Ecological Approach to Exploring Barriers to Accessing Sexual and Reproductive Health Services among Couples Living with HIV in Southern Malawi. ISRN Public Health.  ISSN 2090-8008. . doi: 10.5402/2012/825459

- (en) Sagli, Gry; Zhang, JInming; Ingstad, Benedicte & Fjeld, Heidi E (2012). Poverty and disabled households in the People’s Republic of China: experiences with a new rural health insurance scheme. Disability & Society.  ISSN 0968-7599.  28(2), s 218- 231 . doi: 10.1080/09687599.2012.699281

- (en) Fjeld, Heidi E & Hofer, Theresia (2011). Women and Gender in Tibetan medicine. Asian Medicine: Tradition and Modernity.  ISSN 1573-420X.  6(2), s 175- 216

- (en) Fjeld, Heidi E & Sagli, Gry (2011). Disability, poverty and health care: Changes in the canji (‘disability’) policies in the history of the People’s Republic of China, In Arne Henning Eide & Benedicte Ingstad (ed.),  Disability and poverty. A global challenge.  Policy Press.   (ISBN 978-1-84742-885-1).  Kapittel.  s 31 - 54

- (no) Fjeld, Heidi E (2010). Åpne og lukkede relasjoner sosialitet på tvers av urenhetsforestillinger på landsbygda i Tibet. Norsk Antropologisk Tidsskrift.  ISSN 0802-7285.  21(1), s 4- 18

- (en) 2008 : Pollution and Social Networks in Contemporary Rural Tibet, In Robert Barnett & Ronald Schwartz (ed.), Tibetan Modernities: notes from the field on cultural and social change, vol. 10, Brill Academic Publishers,  (ISBN 978-90-04-15522-0), pp. 113-138

- (en) 2008 : When Brothers Separate: Conflict and Mediation within Polyandrous Houses in Central Tibet, In Toni Huber & Fernanda Pirie (ed.), Conflict and Social Order in Tibet and Inner Asia, vol. 21, Brill Academic Publishers,  (ISBN 978-90-04-15817-7). The Post-Socialist and Reform Eras. s 241-262

### Communications
- (en) Representing the Past: Some Perspectives on Change and Continuity in the Former Tibetan Nobility in Lhasa, Paper presented at the 5th Conference for Nordic Tibetologists, Moesgård, 5-7 September 1997[24].